# Hausen vor der Höhe
 Hausen vor der Höhe  ist ein Ortsteil der Gemeinde Schlangenbad im südhessischen Rheingau-Taunus-Kreis in Hessen mit rund 750 Einwohnern und war früher als Luftkurort anerkannt.

## Geographie
Hausen liegt im Hohen Taunus direkt nördlich des Taunushauptkamms an dem Sattel, über den die Landstraße in 514 m Höhe nach Kiedrich in den Rheingau hinabführt. Diese Passhöhe an der Förster-Bitter-Eiche ist Ausgangspunkt für Wanderungen auf dem Rheinhöhenweg und entlang des früheren Rheingauer Gebücks. Zugleich beginnt hier die Forststraße in den Hinterlandswald. Etwa 1,5 km östlich liegen die 548 m hohen Dreibornsköpfe und knapp 2 km südwestlich der 580 m hohe Erbacher Kopf. 
Noch viele bäuerlich geprägte und denkmalgeschützte Fachwerkhäuser erinnern an eine landwirtschaftliche Lebensgrundlage, die es so heute nicht mehr gibt. Nur wenig Nebenerwerbslandwirtschaft ist geblieben, die meisten Bewohner pendeln heute in die Städte der Rhein-Main-Region, vornehmlich nach Wiesbaden.

## Geschichte
Etwa 1,5 km südöstlich von Hausen in der Gemarkung Kiedrich findet sich der Ringwall Dreibornskopf, welcher eine frühgeschichtliche Besiedlung der Gegend vermuten lässt.
Die älteste erhalten gebliebene urkundliche Erwähnung als Vilula Husen datiert aus dem Jahr 1194. Um 1200 kommt zeitweilig der Name Ringravenhusen vor, woraus sich eine Beziehung zu den Rheingrafen ableiten lässt. Hausen zählte zu den kurmainzischen überhöhischen Dörfern um den Hauptort Bärstadt. Der Anfang des Ortes geht vermutlich auf einen Rastplatz bzw. ein Rasthaus („hus by der höhn“) an der Straße zwischen dem oberen Rheingau und dem Wispertal zurück, das in der Nähe der Passhöhe angelegt wurde.

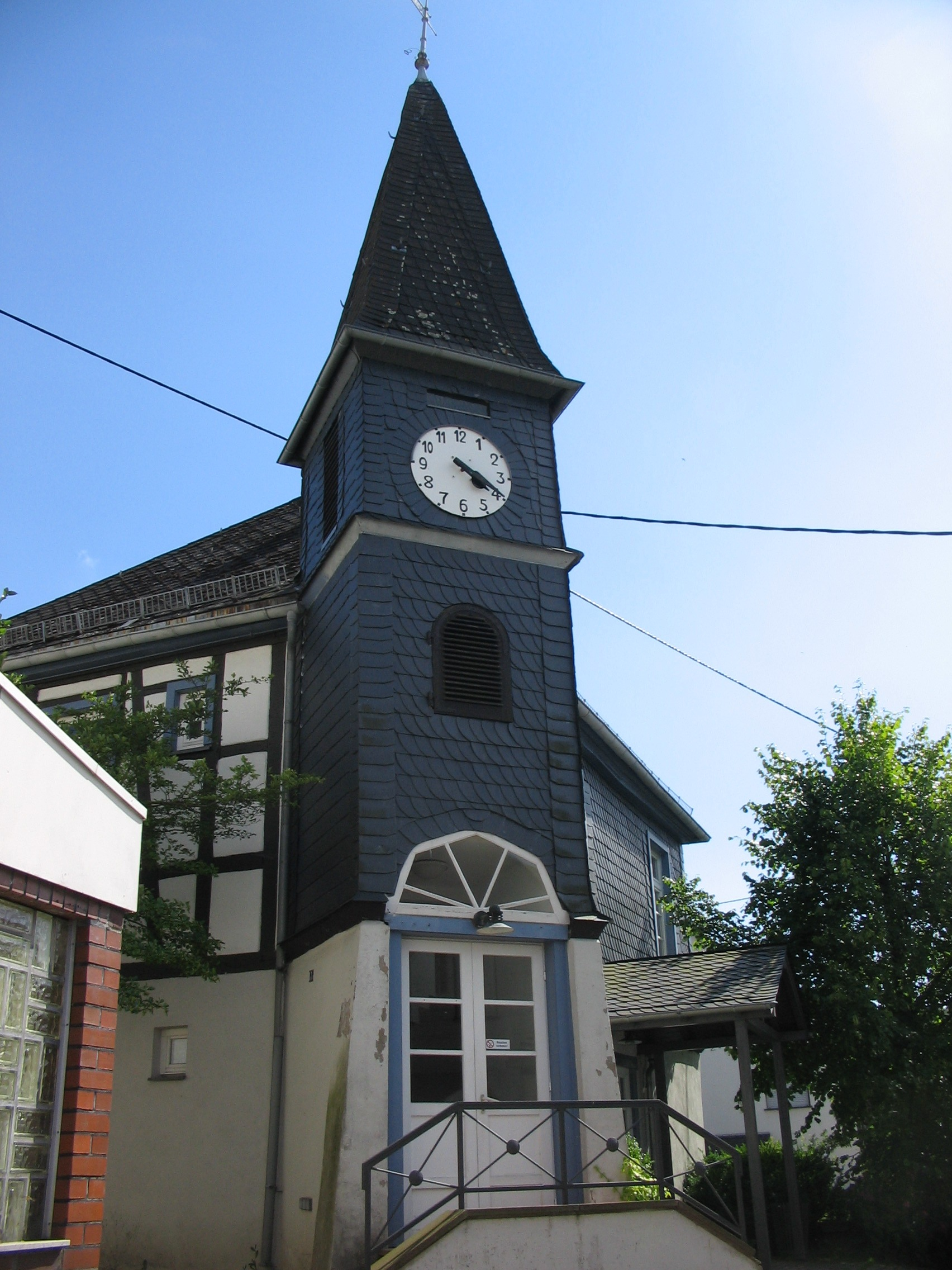
Uhrtürmchen des alten Rathauses

In Hausen fanden sich, bedingt durch den Durchgangsverkehr, immer schon Gasthöfe und Handwerksbetriebe. Wagner und Schmied arbeiteten zusammen, der Holzreichtum ermöglichte einem „Fahler“, die Stützpfähle für die Reben im nahen Rheingau zu liefern. Waldarbeiter und Kärrner waren hier ansässig. Der Pfahlerplatz in Hausen zeugt noch immer von dieser Tradition.
Hausen war lange Zeit Grenzstation zwischen Kurmainz und Hessen-Darmstadt. Die Grenze war sicher ausgebaut durch das sogenannte Gebück, einer undurchdringlichen Buchenhecke. Die südliche Gemarkungsgrenze deckt sich streckenweise mit dem Verlauf dieser Landwehr, von der im Wald noch geringe Reste an der Bodenformation und am Bewuchs erkennbar sind. Bei Hausen gab es für die Straße aus dem Rheingau einen gesicherten Durchgang, das fortartige Hauser Bollwerk (1880 abgerissen).
Während der Reformation wurde wie in der ganzen hessischen Niedergrafschaft Katzenelnbogen auch in Hausen die evangelische Konfession eingeführt. Die Vorfahren eines Teils der Hausener Einwohner stammten aus Frankreich: Hugenotten mussten im 17. Jahrhundert ihre Heimat verlassen und kamen als Glaubensflüchtlinge.
Zur Zeit des Herzogtums Nassau gehörte Hausen zum Amt Langen-Schwalbach. Nach der Annexion durch Preußen wurde es 1867 dem Untertaunuskreis im Regierungsbezirk Wiesbaden zugeordnet.
Im Zuge der Gebietsreform in Hessen schlossen sich die Gemeinde Hausen vor der Höhe und andere Gemeinden am 1. Juli 1972 freiwillig der Gemeinde Schlangenbad an. Für Hausen wurde wie für die übrigen Ortsteile ein Ortsbezirk  mit Ortsbeirat und Ortsvorsteher eingerichtet.

## Wappen
Am 6. Oktober 1971 wurde der Gemeinde Hausen vor der Höhe im damaligen Untertaunuskreis ein Wappen mit folgender Blasonierung verliehen: In Grün zwischen zwei silbernen Rädern ein springender silberner Hirsch mit roten Hufen.

## Kultur
Im Jahr 1351 wird eine Marienkapelle als Filiale der Pfarrei Bärstadt mit Kaplan bezeugt, die 1817 als baufällig beschrieben und kurz darauf abgebrochen wurde. 1753 wurde ein Schulhaus errichtet, das auch die Kinder aus Fischbach besuchten. Nach dem Bau eines größeren Schulhauses 1882 wurde die alte Schule fortan als Rathaus genutzt. Der teilweise mit Schiefer verkleidete Fachwerkbau steht mit seinem zur Ortsmitte hin angebauten Uhrtürmchen unter Denkmalschutz. Seit der Eingemeindung werden hier Gottesdienste und Familienfeiern abgehalten. Rund um das alte Rathaus finden im Frühjahr ein Blumenmarkt und in der Adventszeit ein Christbaummarkt statt, die von der Freiwilligen Feuerwehr Hausen veranstaltet werden. Auch die anderen Vereine nutzen das Rathaus und den Platz darum für Veranstaltungen.
Der Ort bietet heute neben einigen Gasthäusern und Pensionen ein Bürgerhaus, einen Sportplatz mit Sportlerheim, einen Kindergarten sowie Wassertret- und Teichanlagen.

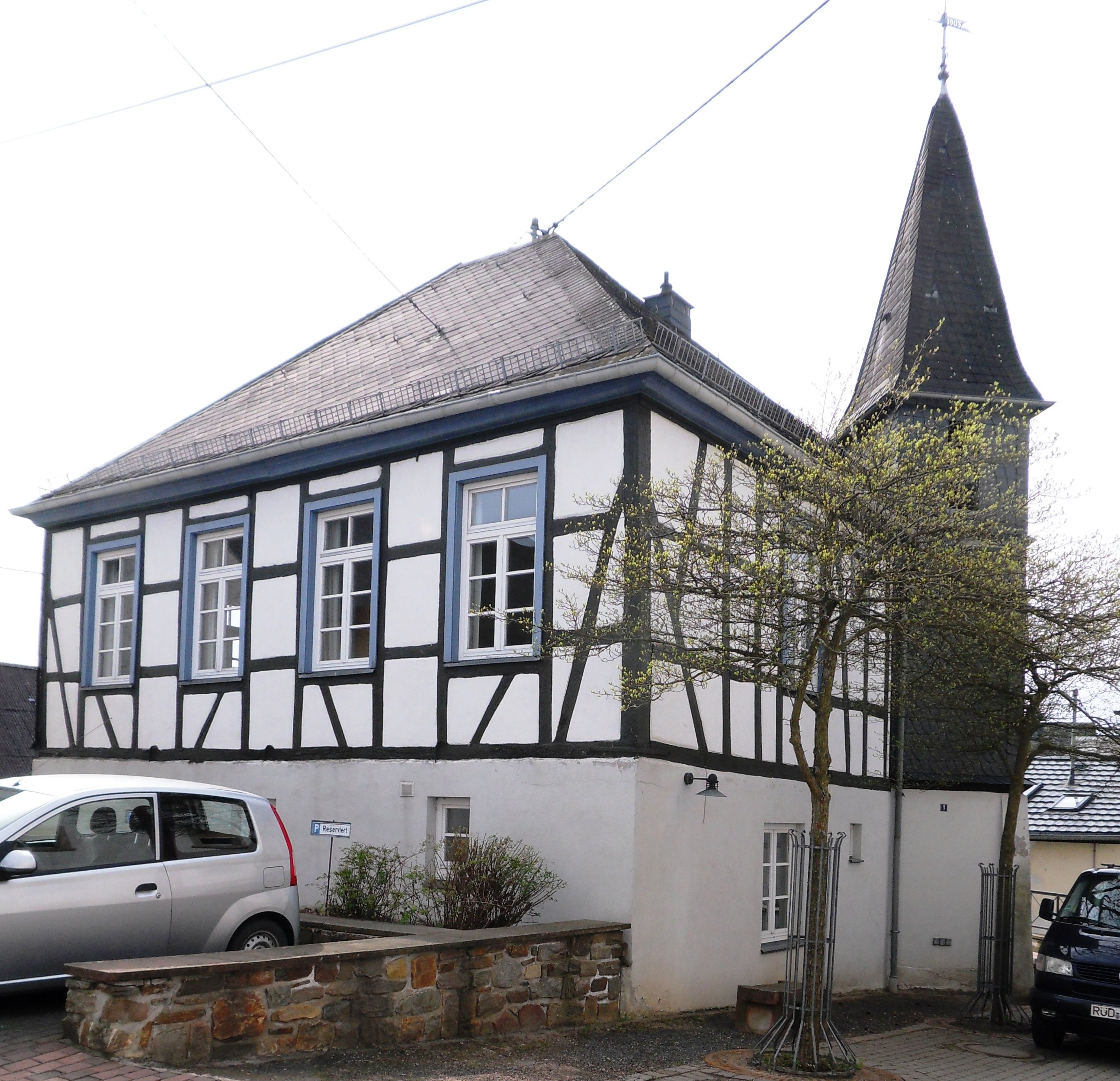
Rück- und Seitenansicht des alten Rathauses
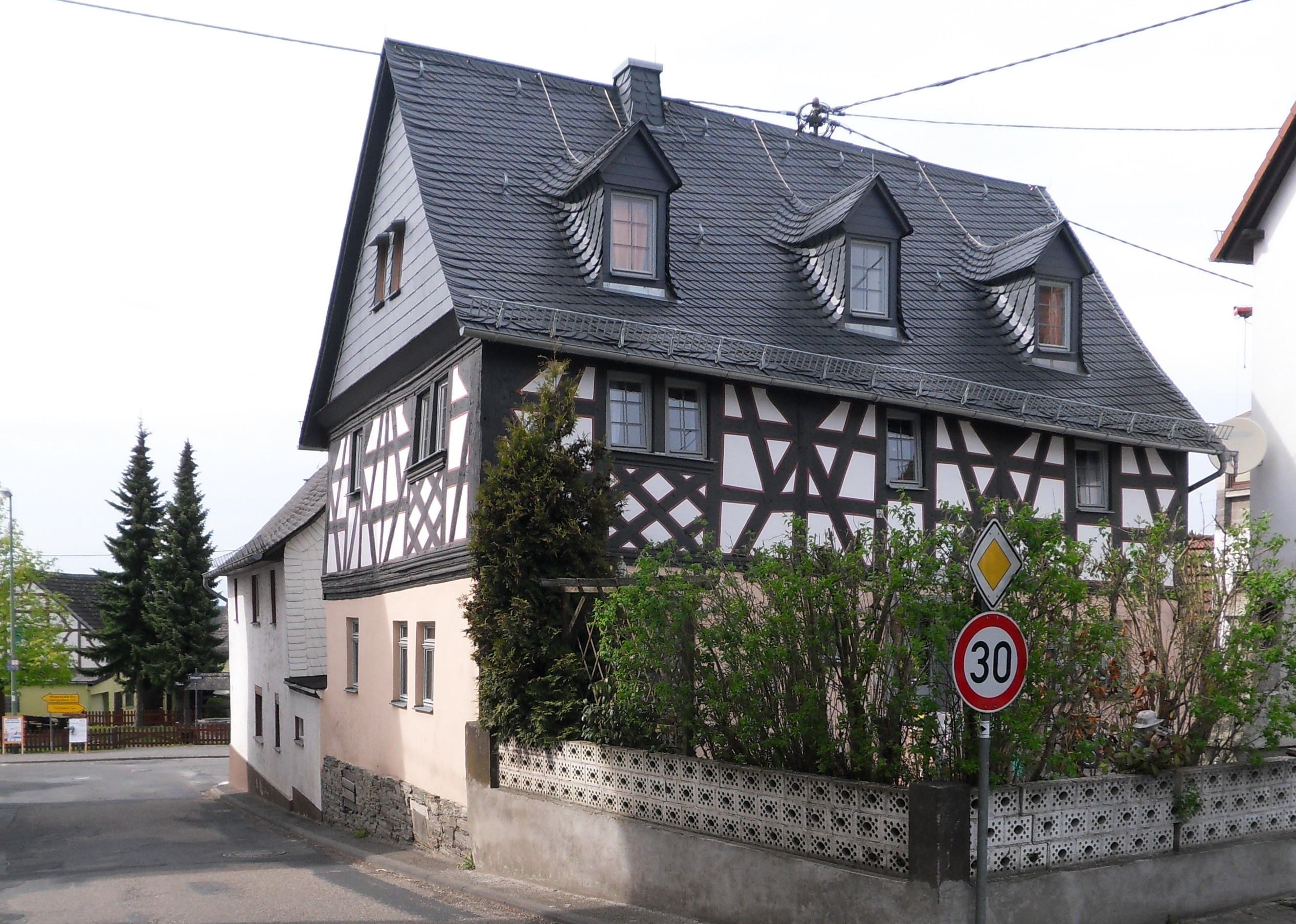
Denkmalgeschütztes Fachwerkhaus aus dem frühen 18. Jahrhundert, Rüdesheimer Str. 4
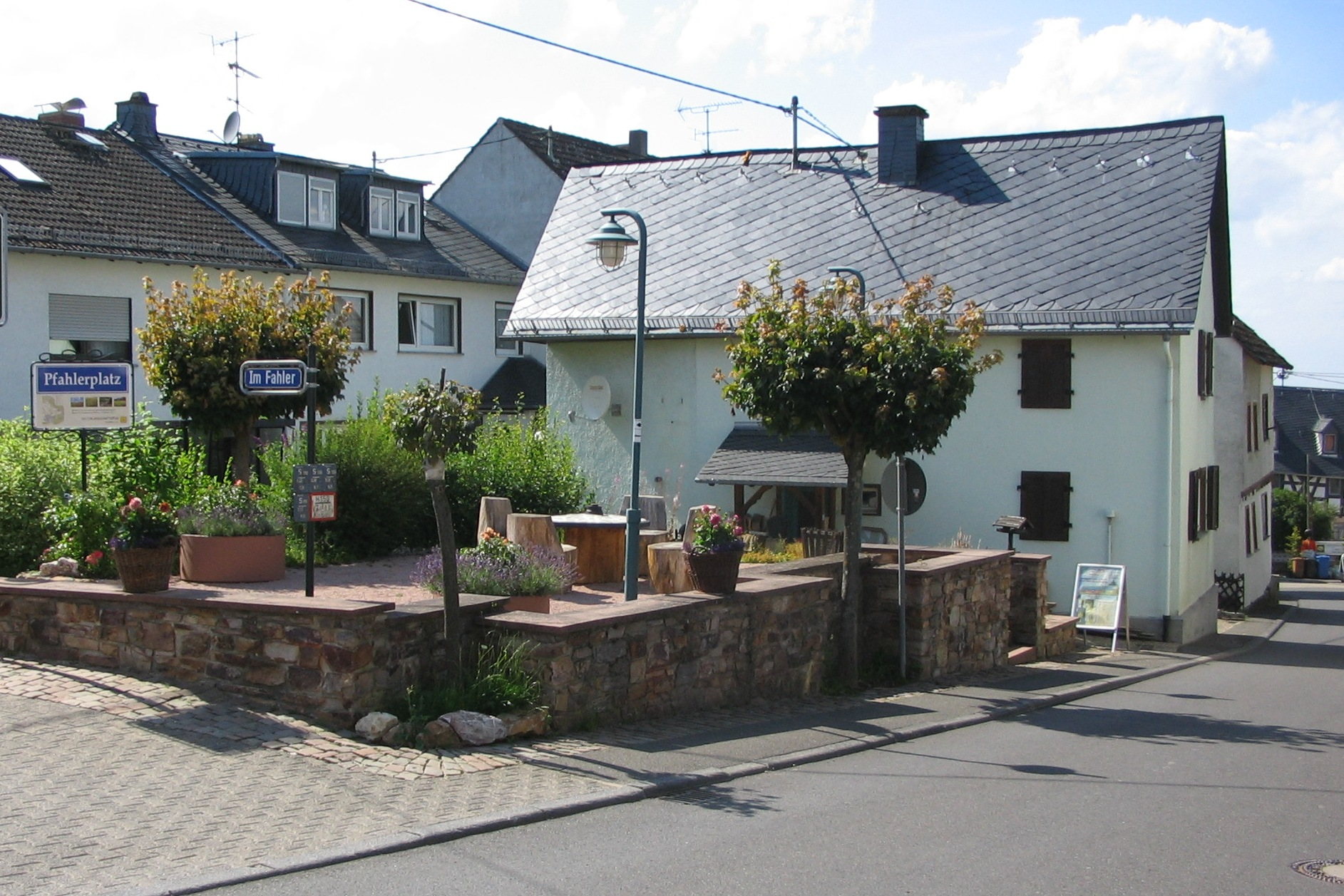
Pfahlerplatz am Ortsausgang Richtung Kiedrich